# 石川武 (俳優)
石川 武（いしかわ たけし、1957年9月12日 - ）は、日本の俳優である。埼玉県出身。身長180cm。

## 略歴
『地球戦隊ファイブマン』のガロア艦長役として知られる。同作品で共演した文学座の後輩でもある藤敏也によれば、夏場の撮影では鎧姿で顔も塗られることをぼやいていたという。
2020年現在は舞台中心に活動している。

## 出演

### テレビドラマ
- 特捜最前線 第78,79,101,112話
- 時空戦士スピルバン 第22話（1986年） - 戦闘機械人サータン人間態 役
- 地球戦隊ファイブマン（1990年） - ガロア艦長 役
- 特警ウインスペクター 第44話（1990年） - 藤原勇 役
- 特捜エクシードラフト 第3話（1992年） - ビル岩城 役
- はぐれ刑事純情派 第5シリーズ 第1話（1992年）
- 特捜ロボ ジャンパーソン 第6話（1993年） - ドクター椎名 役
- 葵 徳川三代（2000年） - 稲葉正成 役
- 新宿野戦病院 第6話（2024年8月7日、フジテレビ） - 坂井克彦 役[3]

### 舞台
- 赤い月
- 風の中の蝶たち
- モンテ・クリスト伯
- リチャード三世
- ドン・ジュアン
- 特ダネ狂騒曲
- あ?!それが問題だ
- 天井桟敷の人々
- 華岡青洲の妻[4]

### 吹き替え
- 名探偵モンク

### 映画
- もしも徳川家康が総理大臣になったら (2024年、武内英樹監督)